# Littérature de la dynastie Ming
La littérature de la dynastie Ming (1368-1644) se caractérise par un fort renouvellement de la littérature de divertissement en chinois vernaculaire, théâtre, conte, nouvelle et roman, tandis que les genres anciennement pratiqués se sclérosent.
Au théâtre, le chuanqi, style de la tradition du Sud caractérisé entre autres par la longueur des pièces (plusieurs dizaines d'« actes »), a désormais les faveurs du public. Le Pavillon aux pivoines, pièce de Tang Xianzu relevant de ce style, est l'une des plus célèbres du répertoire de l'opéra chinois. Le chuanqi donne naissance au XVIe siècle au kunqu, ou opéra de Kunshan, un style raffiné qui est aujourd'hui la plus ancienne forme théâtrale encore jouée. Le zaju, style de la tradition du Nord florissant sous la dynastie précédente des Yuan, reste apprécié de la cour et des lettrés, tout en subissant l'influence du théâtre du Sud.
Dans le genre du roman, naissent les chefs-d'œuvre que sont les quatre livres extraordinaires : Les Trois Royaumes, Au bord de l'eau, La Pérégrination vers l'Ouest et le Jin Ping Mei.

## Débuts de la dynastie: persécution, censure et orthodoxie confucéenne

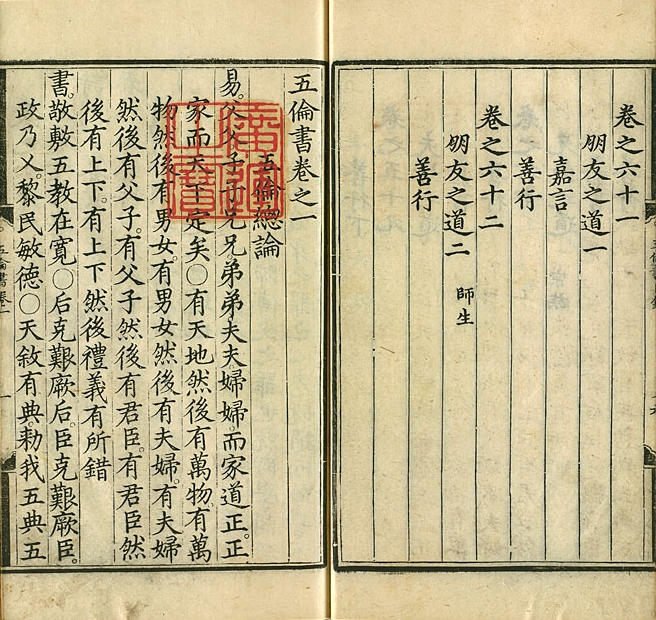
Empereur Xuanzong (règne : 1425-1435), Sur les cinq relations, édition de la maison impériale de 1448. Les Cinq Relations (père-fils, souverain-sujet, frère aîné-frère cadet, mari-femme, entre amis) sont au centre de la morale confucéenne.

Sous la dyanstie Yuan, les écrivains disposaient d'une certaine liberté, en raison du désintérêt des Mongols pour les affaires littéraires. Avec l'établissement de la dynastie Ming en 1368, la situation change du tout au tout. Zhu Yuanzhang (règne : 1368-1398), le nouvel empereur, instaure une politique de terreur envers ceux qu'il considère comme ses ennemis, en particulier envers les lettrés. Il est ainsi interdit aux lettrés de refuser de servir le pouvoir impérial, comme cela pouvait se faire auparavant, sous peine d'endurer la peine capitale. Cette politique touche aussi bien des lettrés faisant partie de son entourage, tels Liu Ji (en) (1311-1375), renvoyé, ou Song Lian, banni. Ce dernier a dirigé l'officielle Histoire de la dynastie Yuan (Yuan shi). Pour lui, la littérature se réduit aux écrits inspirés par l'étude des Classiques. Mais le cas le plus emblématique est celui de Gao Qi, poète de Suzhou, condamné à mort en 1374. Exils ou mises à mort, c'est en fait toute une génération d'artistes et d'écrivains de Suzhou qui disparaît. Zhu met en place sous son règne une politique éducative s’appuyant sur les Classiques confucéens et les Quatre Livres : la morale et les vertus confucéennes sont interprétées de manière très orthodoxe, et les lettrés sont censés faire preuve d'une stricte obéissance à l'égard du souverain. La liberté des intellectuels de Suzhou, ville par ailleurs longtemps aux mains de son rival Zhang Shicheng (en), allait à l'encontre de cette politique. Cette situation conduit les écrivains à pratiquer l'autocensure. C'est ainsi que Qu You ne diffuse d'abord son recueil de contes En mouchant la chandelle que sous forme manuscrite, dans un cercle restreint. Enfin imprimé vers 1400, l'ouvrage, dans lequel s'exprime une critique voilée de la dynastie Ming et des valeurs confucéennes, est interdit en 1442. L'impression de livres facilitait leur circulation, un phénomène qui attire l'attention du pouvoir sous les Ming, en particulier en matière de censure. Le directeur de l'académie impériale, Li Shimian (zh), avait en effet rédigé en 1442 une demande d'interdiction envers certains écrits, dont le recueil de Qu You réédité en 1420, qu'il avait sans doute découvert entre les mains de ses étudiants, et qui selon lui les distrayait de leurs études. Li demande plus précisément que des sanctions soient prises envers ceux qui imprimeraient ou vendraient l'ouvrage. À cette époque toutefois, aucune disposition n'est prévue dans le code des lois Ming envers ces deux catégories professionnelles, pas plus qu'envers ce type précis d'ouvrage. Ce n'est que dans une édition revue du code des Qing en 1740 que des mesures sont prévues à l'encontre des œuvres de fiction pornographique imprimées, et à l'encontre des éditeurs, imprimeurs et vendeurs.
L'empereur Yongle (Zhu Di ; règne : 1402-1424), parvenu au pouvoir à la faveur d'une usurpation, s'emploie à écarter les autres membres de la famille impériale des responsabilités politiques. Ces derniers se réfugient dans des activités peu compromettantes, telle la littérature. Certains deviennent même d'éminents littérateurs, comme les dramaturges Zhu Quan (1378-1448) et Zhu Youdun (1379-1439). Le thème principal des pièces de ce dernier est la loyauté envers la personne de l'empereur, et les deux auteurs vantent les valeurs confucéennes. Autre genre suscitant un intérêt tout particulier de la part du pouvoir, le baguwen (en), ou « composition à huit jambes », rédigé pour passer les examens impériaux. Les candidats y faisaient généralement montre de la plus stricte orthodoxie confucéenne, telle qu'elle avait été définie par le penseur des Song Zhu Xi (1130-1200). Yongle est en outre l'initiateur de vastes entreprises éditoriales, la publication de recueils de textes confucéens : le Xingli daquan (Somme des philosophes de la nature humaine et de la raison), le Wujing daquan (interprétation des Cinq Classiques) et le Sishu daquan (interprétation des Quatre Livres). Ces textes font ensuite partie du programme officiel des candidats aux examens.

## De 1450 à 1520
Les Mongols se font menaçant et l'empereur Yingzong est capturé en 1449. S'ensuit une période d'instabilité politique, jusqu'à ce que son jeune fils, l'empereur Chenghua (règne : 1465-1487), monte sur le trône. Ces troubles politiques et militaires provoquent une libération de la parole chez les lettrés. Ceux-ci n'hésitent plus désormais à faire part de leurs critiques envers le pouvoir. Ce n'est pas sans risques pour eux, et châtiments corporels (appelés tingzhang (zh)) ou exils sont souvent la récompense de leurs remontrances. La tendance est toutefois au relâchement du contrôle exercé par le pouvoir sur les lettrés. Les empereurs ont alors un rôle important dans l'engouement pour la culture populaire ou dramatique. Plusieurs d'entre eux étaient en effet férus de chansons populaires ou des airs chantés au théâtre, qui sont ainsi à la mode auprès de toute l'élite intellectuelle. La période est alors une sorte d'âge d'or du sanqu (une variante du qu).
Le baguwen reste le genre obligé pour tout lettré désireux de faire carrière et de montrer ses capacités littéraires. En dépit de son formalisme, il n'est pas impossible d'y faire preuve de talent. Le plus réputé en la matière est Wang Ao (cs) (1450-1524), reçu premier aux examens de niveau provincial et à ceux de la capitale, en étant capable tout à la fois de respect des formes, d'élégance dans le style et de nouveauté dans le traitement du sujet. L'importance du genre suscitait des critiques, dont le principal porte-parole est ce même Wang Ao. Devenu officiel à la cour, il propose d'élargir les examens à d'autres genres littéraires, afin de recruter des lettrés aux capacités plus variées. Ses demandes restent ignorées sur le moment. À partir du règne de Chenghua, se développe un important marché d'anthologies d'essais d'examens. La consécration pour un lettré est d'entrer à l'académie Hanlin (« académie de la Forêt des pinceaux »), privilège réservé aux plus doués d'entre eux. Li Dongyang (1447–1516), l'officiel du plus haut rang au sein de cette académie, fait figure d'autorité en matière de tendances littéraires en son temps. Il exerce son influence notamment en patronnant des lettrés plus jeunes.

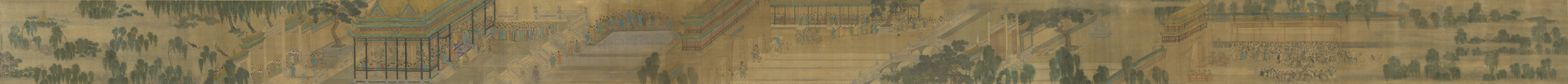
Consultation des résultats aux examens. Rouleau attribué à Qiu Ying (actif vers 1530-1552). Musée national du palais, Taiwan

La place centrale occupée par Li Dongyang n'allait pas sans contestation. Elle est principalement le fait des « Sept maîtres antérieurs » (qian qizi), groupe représentant le mouvement du Retour aux modèles antiques (fugu). Tous originaires du Nord (sauf un), ils étaient actifs à Pékin entre les années 1496 et 1505, et ont tous été en relation avec Li Mengyang (1475-1530), la principale figure de ce groupe. Leur préoccupation première était de donner un nouveau souffle à la poésie (voir plus bas la section sur la poésie), ce qui incluait aussi un intérêt plus général pour les problèmes politiques. Les critiques de Li Mengyang à l'adresse de la cour lui ont ainsi valu d'être plusieurs fois emprisonné et même condamné à mort lorsque l'eunuque Liu Jin exerçait son autorité. La critique envers le pouvoir n'était pas toujours aussi frontale : deux autres des Sept maîtres, Kang Hai (zh) et Wang Jiusi, étaient ainsi membres de l'académie Hanlin, et Kang s'est entremis auprès de Liu Jin pour éviter à Li Mengyang d'être exécuté. Kang Hai et Wang Jiusi sont toutefois aussi les auteurs de pièces de théâtre dont le contenu est critique envers la politique de l'époque.
Suzhou commence à retrouver l'importance culturelle qu'elle avait auparavant, en particulier en fournissant nombre de lettrés à l'administration impériale, comme le montre l'exemple de Wang Ao, originaire de cette ville. Mais il faut attendre la génération suivante, lorsqu'au début du xvie siècle la région de Jiangnan (littéralement le « Sud du fleuve ») devient le principal centre économique de la Chine, pour que Suzhou redevienne le centre culturel qu'elle était avant la fondation de la dynastie. Cet essor est principalement dû à l'activité des marchands en milieu urbain. Dans le domaine culturel, les lettrés de la région négligeaient la carrière administrative ou refusaient même les postes officiels. Ils gagnaient leur vie en vendant peintures, calligraphies ou poèmes, ces trois activités étant inséparables dans la pratique de chaque lettré du temps. C'est ainsi que l'argent lui-même devient un sujet poétique, ce qui est une nouveauté pour l'époque. Les plus représentatifs des lettrés de Suzhou pour cette période sont Shen Zhou (1427–1509), Zhu Yunming (1460–1526), Wen Zhengming (1470–1559) et Tang Yin (1470–1524), par ailleurs plus connus en tant que peintres ou calligraphes.

## De 1520 au début des années 1570
Lorsque l'empereur Zhengde meurt sans héritier, c'est l'un de ses cousins, Jiajing, qui monte sur le trône, à l'âge de quatorze ans (règne : 1521-1566). Personnalité autocrate, ce dernier se désintéresse de l'administration de l'empire et le pouvoir effectif passe rapidement entre les mains des eunuques de la cour. Cette situation conduit certains lettrés à adresser des remontrances à l'empereur. L'un des cas les plus connus est celui de Hai Rui (en), jeté pour cette raison en prison et torturé. Passant pour le modèle du fonctionnaire intègre, Hai Rui est ensuite devenu lui-même un personnage littéraire. À l'occasion d'un désaccord sur les rites de succession, plus d'une centaine de lettrés subissent la bastonnade, certains en meurent. L'un d'eux, Yang Shen, survit et est exilé dans le Yunnan. C'est ce qui lui donne alors l'occasion de déployer ses talents littéraires, au travers d'une œuvre abondante, couvrant de nombreux genres. Connu à travers tout l'empire, il est notamment réputé pour la correspondance poétique qu'il échange avec son épouse, Huang E, demeurant dans le Sichuan. Celle-ci acquiert par là le statut de plus grande poétesse des Ming.
À partir de la mi-xvie siècle certains lettrés s'attachent d'ailleurs à réévaluer la place des femmes en littérature, entreprise qui se poursuit jusqu'à la fin des Ming. Des textes sont tirés de l'oubli, tel le palindrome attribué à Su Hui, poétesse du ive siècle. Des anthologies de littérature féminine sont constituées à partir des années 1550, comme le Shi nüshi (Poésie de femmes écrivains, 1557) de Tian Yiheng, qui contient des œuvres de trente-six poétesses des Ming. Après 1600, certaines épouses de lettrés deviennent elles aussi femmes de lettres, à l'image de la poétesse Shen Yixiu, qui se fait aussi éditrice avec l’une de ces anthologies (1636). Témoignant de la forte demande pour cette littérature féminine, il est aussi possible que certains de ces textes attribués à des femmes aient été forgés par les éditeurs. À l'inverse certaines histoires fictives s'appuient sur des faits réels. C'est le cas de l'histoire d'une certaine Li Yuying (李玉英, 1506-après 1522), racontée par Feng Menglong : deux poèmes de sa main, à caractère érotique, lui valent d'être condamnée à mort (mais elle finalement graciée par l'empereur Jiajing). On en trouve la trace dans des archives officielles.
Tiré d'un fonds populaire antérieur, en langue vernaculaire, circulant notamment dans le milieu des conteurs, le roman émerge durant cette période, avec trois monuments du genre : la plus ancienne édition connue du roman des Trois Royaumes date de 1522, Au bord de l'eau est imprimé aux environs de 1550, La Pérégrination vers l'Ouest est aussi édité sous le règne de Jiajing (voir aussi plus bas la section sur le roman). Le goût des lettrés pour la réécriture d'un fonds littéraire antérieur, manifeste durant cette période, ne concerne pas seulement la littérature féminine ou populaire, mais s'exprime aussi dans le théâtre. Le cas de Li Kaixian en est un exemple. Il édite une anthologie de pièces de la dynastie Yuan (c'est la forme du zaju), réécrites par ses soins. Il est aussi l'auteur d'un chuanqi (forme théâtrale du Sud), L'Épée précieuse, inspiré d'un passage d'Au bord de l'eau.
Dans le domaine poétique, l'école du Retour aux Anciens connaît un regain à partir des années 1550 avec les « Sept Maîtres postérieurs » (hou qizi), dont la principale figure est Li Panlong (zh) (1514-1570). Il est avant tout connu pour ses anthologies de la poésie des Tang. Après la mort de Li en 1570, le plus connu de ces Sept Maîtres est Wang Shizhen. Son œuvre poétique multiforme et sa prose dépassent cependant largement le cadre du mouvement de Retour aux Anciens, l'apparentant plutôt à Yang Shen.

## L'édition durant l'ère Wanli (1573-1620)

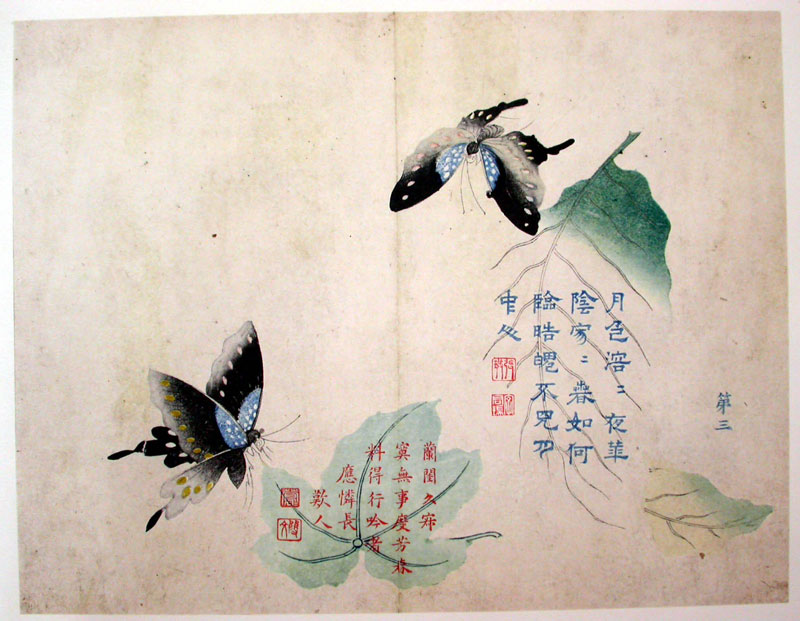
Illustration en couleurs de la pièce L'Histoire du pavillon d'Occident de Wang Shifu (vers 1300). Édition de Min Qiji de 1640., Cologne.

Les livres imprimés étaient déjà devenus plus nombreux que les livres manuscrits au début du xvie siècle. Mais c'est durant l'ère Wanli (1573-1620) que se font des changements considérables dans le domaine de l'édition. Progrès de l'alphabétisation, accroissement du nombre de lecteurs en milieu urbain, baisse des coûts de production concourent à un développement sans précédent de l'édition commerciale. La plupart des ouvrages publiés, environ les deux tiers, ne relèvent en fait pas de la littérature : commentaires des Classiques, livres d'Histoire, encyclopédies, ouvrages de piété, livres édifiants destinés à un lectorat féminin... Dans le domaine littéraire, une bonne partie des ouvrages se rapporte au théâtre : pièces, complètes ou sous forme d'extraits, recueils d'airs... Le nombre de livres imprimés est tel que les bibliothèques privées peuvent rassembler désormais plus de 10 000 livres ou plusieurs dizaines de milliers de fascicules (à raison de plusieurs fascicules par livre), une quantité impossible à atteindre jusqu'alors. Les nouveautés atteignent les régions les plus reculées de l'empire : marchands et lettrés voyagent davantage, et des « bateaux-librairies » par exemple parcourent les voies d'eau. Les éditeurs sont établis dans plusieurs régions de l'empire et sont spécialisés en différents segments de marché. Suzhou est la référence en matière d'éditions de luxe, coûteuses, soigneusement illustrées. Le Fujian est connu à l'inverse pour ses éditions illustrées bon marché, tandis que l'Anhui l'est pour la qualité de ses graveurs. La technique de l'impression en plusieurs couleurs, perdue depuis les Song, réapparaît vers 1600, pour les illustrations aussi bien que les textes. D'abord employée de manière artisanale, elle devient bientôt une spécialité de deux éditeurs : Min Qiji et Hu Zhengyan. À la fin de la dynastie, les auteurs prennent soin de publier leurs œuvres de leur vivant, alors que l'usage auparavant était que les amis ou la famille s'occupaient d'éditer l'œuvre d'un auteur après sa mort.

## Les sociétés littéraires, des années 1570 à la fin de la dynastie
L'affaiblissement du pouvoir impérial sous le règne des trois derniers empereurs Ming (Wanli, 1573-1620, Tianqi (1620-1627) et Chongzhen (1627-1644)) a comme conséquence entre autres l'accroissement des rivalités au sein de l'élite lettrée, et, à la suite, la multiplication des sociétés littéraires. Ces sociétés préparent en effet leurs membres aux examens, sont des écoles de poésie, mais aussi des regroupements par affinités politiques. L'ancienne académie Donglin, recréée en 1604 à Wuxi, recrute dans tout l'empire. Ses membres, mais aussi leurs connaissances, sont persécutés par l'eunuque Wei Zhongxian sous le règne de Tianqi, pour des raisons politiques. Beaucoup de ces sociétés ne comptent qu'un petit nombre de lettrés et ont une existence éphémère. Mais de nombreux lettrés ayant réussi les examens font par exemple partie de la Société du Renouveau (zh) (fushe), la plus importante de ces sociétés à la fin de la dynastie. Le nombre de places aux examens était resté constant, tandis que le nombre de candidats s'accroissait de façon importante. Aussi être membre d'une société littéraire pouvait être un avantage décisif pour réussir ces examens. Certains des plus éminents lettrés du temps sont membres de la Société du Renouveau : le poète Chen Zilong (zh) (1608-1647), le penseur Huang Zongxi, le poète Wu Weiye (1609–1672), l'écrivain Gu Yanwu (1613–1682). Beaucoup font partie des loyalistes de la dynastie déchue après l'avènement de la dynastie Qing.
L'une des principales activités des sociétés littéraires à partir des années 1570 est la publication d'anthologies d'essais d'examen, assortis de notes et commentaires. Ces ouvrages sont parmi les plus lus à cette époque. Vu le petit nombre de lettrés capables de passer avec succès les examens, certains se font un nom justement en tant qu'auteurs de telles anthologies, bien qu'ils aient échoué aux épreuves. L'essai d'examen (baguwen) est en effet considéré aussi comme un genre littéraire en soi, requérant inventivité et style, il est donc susceptible de faire l'objet d'une appréciation critique.

## Théâtre

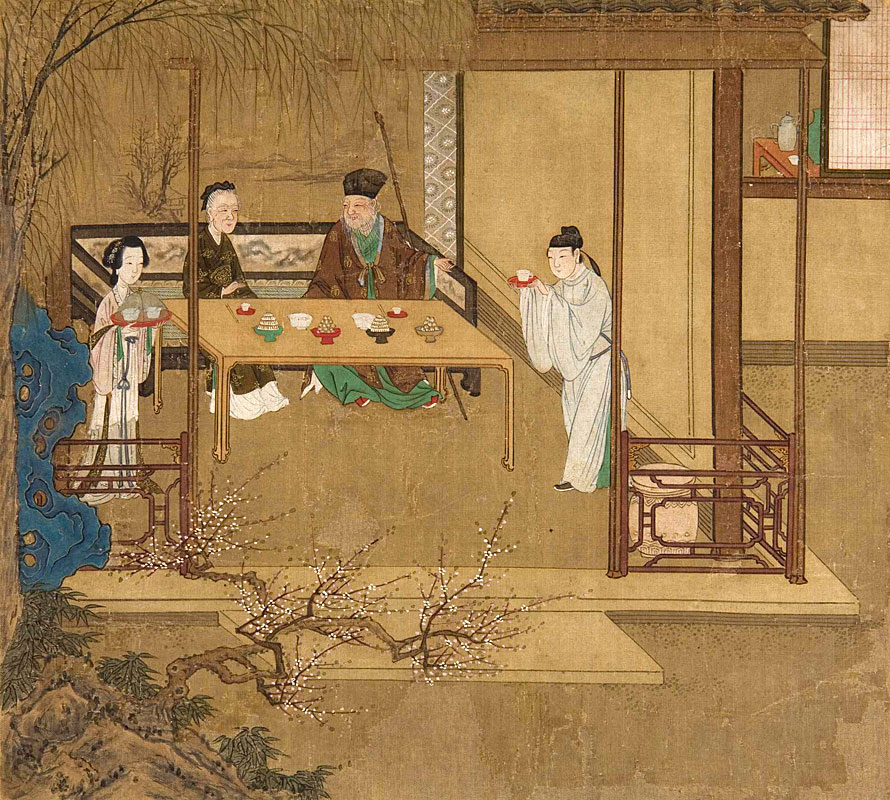
L'Histoire du luth de Gao Ming. Illustration en couleurs datant de la fin du XVIe siècle ou du début du XVIIe siècle.

Au début du xvie siècle la région du Jiangnan devient le cœur économique et culturel de l'empire. Aussi le théâtre du Sud s'impose au détriment du théâtre du Nord, le zaju, qui se retrouve marginalisé dès le début du xviie siècle. Le style propre à Suzhou, alors capitale du Jiangnan, le kunqu, devient à la mode dans les autres provinces. Ce style raffiné est en effet vite en faveur auprès des élites. Dans le même temps les troupes commerciales disparaissent au profit de troupes privées, souvent exclusivement féminines, financées par de riches familles. L'habitude est prise par ces troupes de ne jouer que des extraits de pièces, parfois un seul acte, au lieu de pièces entières, ce qui a sans doute pour conséquence de favoriser l'écriture de pièces courtes. L'édition connaît un développement considérable sous les Ming et les pièces font ainsi souvent l'objet d'éditions luxueuses. De plus paraissent des anthologies, telles l'Anthologie du théâtre des Yuan (Yuanqu xuan) de Zang Maoxun (en), ou les Soixante pièces éditées par Mao Jin (1599-1659). Les pièces ne sont dès lors plus destinées seulement à la représentation, elles sont aussi écrites en vue d'être lues par un public lettré. Le théâtre prend ainsi une tournure plus littéraire et moins dramatique.
Le théâtre est par ailleurs un art très prisé par la cour impériale. La munificence des représentations ou la grande recherche des airs dans les pièces du dramaturge Zhu Youdun sont ainsi censées illustrer la splendeur de la dynastie.

### Chuanqietkunqu, théâtres du Sud

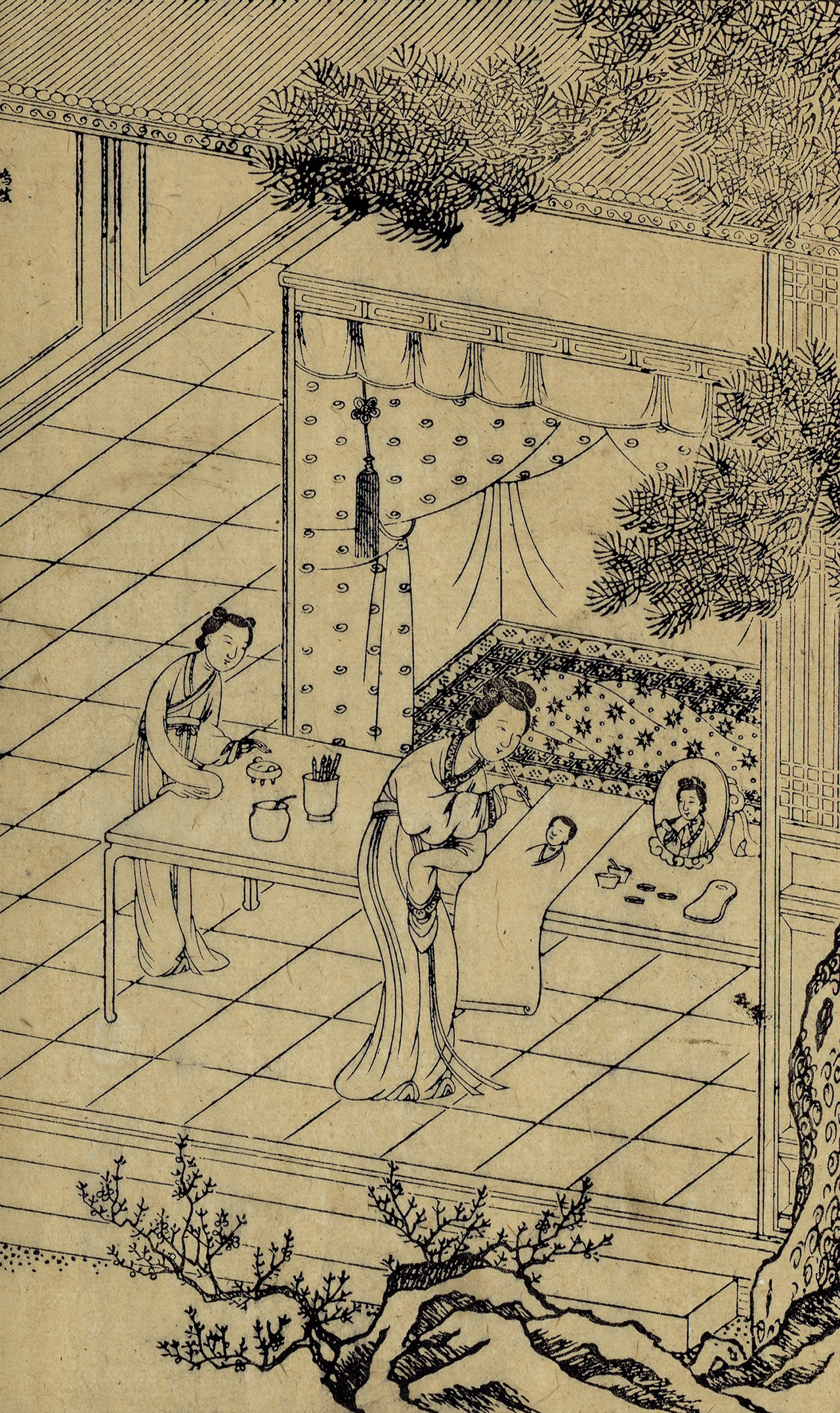
Le Pavillon aux pivoines de Tang Xianzu. Illustration d'une édition datant du règne de Wanli (1572-1620).

À côté du genre théâtral dominant sous les Yuan, le zaju, théâtre du Nord, existait une autre forme, le nanxi, ou théâtre du Sud, principalement joué sous la dynastie des Song du Sud. Le chuanqi des Ming, autre forme de théâtre du Sud, est un héritier du nanxi. Plusieurs caractéristiques venues du nanxi différencient le chuanqi du zaju. Un chuanqi pouvait s'étendre sur plusieurs dizaines d'actes, et les représentations durer plusieurs semaines. La musique, celle du Sud, était plus langoureuse que la musique du Nord, plus rude. C'est l'une des raisons pour lesquelles le répertoire des chuanqi privilégie les histoires d'amour, convenant bien à ce genre de musique. En outre tous les rôles étaient susceptibles de chanter.
Les plus anciennes pièces conservées, anonymes, pourraient dater du xiiie siècle. Cet anonymat et les incertitudes quant à la paternité des « quatre grands chuanqi » du xive siècle témoignent de la proximité du genre avec la littérature populaire. C'est de cette période, à la charnière des Yuan et des Ming, que date L'Histoire du luth (Pipa ji), en quarante-deux actes, écrite par Gao Ming (1307-1371), première pièce marquante du genre, qui célèbre la piété filiale et les devoirs conjugaux. Le genre atteint son apogée à partir du xvie siècle, lorsque les lettrés s'y intéressent ouvertement. Tang Xianzu (1550-1616) est l'auteur entre autres de quatre chuanqi, appelés les « Quatre Rêves », dont le plus connu est le Pavillon aux pivoines (1598). Dans cette pièce de cinquante-cinq actes, à travers le songe, l'amour et la vie triomphent de la mort et des conventions familiales et sociales,.
Diverses adaptations musicales ont donné naissance à des variantes régionales du chuanqi. De ces opéras régionaux, le plus connu est le kunqu, toujours joué et faisant partie depuis 2001 du Patrimoine culturel immatériel de l'humanité. Vers 1540, Wei Liangfu (it), musicien de Kunshan, crée un nouveau style musical en mêlant à la musique du Sud des mélodies et des instruments venus du Nord. Le kunqu désigne les pièces écrites sur ce nouveau style et est le genre le plus raffiné du théâtre-opéra chinois. En lavant la gaze (Huansha ji (zh)) de Liang Chenyu (it) (1520-1593), œuvre dont la poésie à grandement contribué au prestige du genre, est la première pièce écrite dans ce style.

### Zaju, théâtre du Nord
Le zaju, avec sa forme ramassée en quatre actes (alors qu'un chuanqi en compte plusieurs dizaines), continue cependant à attirer les dramaturges. Deux cents d'entre eux ont écrit environ cinq cents zaju durant cette période (il reste de nos jours à peu près un tiers des pièces). La forme évolue sous l'influence du théâtre du Sud : le nombre d'actes ne se limite pas nécessairement à quatre, plusieurs acteurs chantent dans une même pièce, les airs du Sud se mêlent aux airs du Nord. Jia Zhongming (zh) (vers 1343-1422), qui a vécu à la fin des Yuan et au début des Ming, est le principal auteur à avoir inauguré ces changements. Les thèmes des pièces font moins de place à la réalité, et davantage au fantastique et au religieux. Leur moindre originalité va de pair avec un raffinement littéraire accru,.
Deux membres de la famille impériale illustrent le début de la période du zaju des Ming : Zhu Quan (1378-1448) et Zhu Youdun (1379-1439). Zhu Quan est en particulier l'auteur du Catalogue des prononciations correctes de la suprême harmonie (1398), un traité sur les règles prosodiques et phonologiques des zaju des Yuan. Zhu Youdun se veut l'héritier de Guan Hanqing, dont il reprend certains sujets. Nombre de ses pièces sont des histoires d'amour avec des courtisanes. Il est aussi l'auteur de deux pièces mettant en scène les brigands des monts Liang, qui fournissent la matière du grand roman Au bord de l'eau, plus tardif. Ce sont Le Moine Léopard (Baozi heshang) et Le Juste dédaigne les richesses (Zhang yi shu cai).
Xu Wei (1521-1593) est l'auteur du premier traité sur le théâtre du Sud, le Nanxi xulu, qu'il compare au théâtre du Nord, le zaju. Il est d'ailleurs aussi auteur de cinq zaju, dont Le Gibbon aux quatre cris, titre collectif de quatre de ces pièces. Leurs thèmes sont à l'image de la personnalité de leur auteur, excentriques. Deux pièces ont par exemple pour héroïne une femme travestie. Ci Mulan reprend l'histoire de Mulan, et La Lauréate raconte celle d'une femme déguisée en homme et passant les examens,.
Au nombre des auteurs importants, on peut encore citer Kang Hai (zh) (1475-1541), Wang Jiusi (1468-1551), Feng Weimin (zh) (1511-1578 ?), Ye Xianzu (zh) (1566-1641) et Ling Mengchu

### Critique théâtrale
Il existait déjà sous les Yuan des textes relatifs au théâtre, destinés à classer les meilleurs auteurs et les meilleurs acteurs et actrices, ou traitant du chant ou de la technique théâtrale. Sous les Ming émerge une véritable critique littéraire sur le théâtre. Le traité de Xu Wei et l'anthologie de Zang Maoxun ont ouvert la voie. Les Règles pour le théâtre (Qulü, paru en 1610) de Wang Jide (mort en 1623) est le premier traité sur le théâtre Ming. Dans la poétique théâtrale, l'accent est mis d'une manière générale sur la notion de ziran (« spontanéité »). Les aspects formels sont valorisés, notamment par la place importante accordée au qu (« chant »), mot qui désigne aussi le théâtre dans son ensemble. À l'inverse sont dévalorisés les aspects moraux ou idéologiques. Il faut noter toutefois que le confucianisme était une idéologie à laquelle adhéraient les lettrés, sans qu'ils aient besoin de l'exprimer ouvertement. Aussi imprègne-t-il les pièces du kunqu. Wang Jide pour sa part tente de concilier les principes de l'école de Tang Xianzu, qui s'attache à l'aspect littéraire, et ceux de l'école de Shen Jing (zh), qui cherche à respecter avant tout les règles prosodiques et musicales. Li Yu (ou Li Liweng) a aussi écrit sur le théâtre : il insiste sur l'importance de la structure (jiegou) et considère que seules des histoires extraordinaires doivent être mises en scène.

## Fiction en prose

### Récit court (chuanqiethuaben)
Le genre du chuanqi, nouvelle en langue classique florissante sous les Tang, se renouvelle au xive siècle avec le recueil de Qu You (1341 — 1427) Jiandeng xinhua (zh) (Nouvelles histoires en mouchant la chandelle), qui fait une large place au surnaturel. Li Zhen (1376 — 1452) lui donne une suite d'égale qualité avec son recueil Jiandeng yuhua (Suite aux histoires en mouchant la chandelle), davantage porté sur les histoires d'amour. Brillante réussite littéraire portant le genre du chuanqi à son apogée, le volume de Qu You est interdit au xve siècle, au prétexte qu'il empêche la jeunesse de se préparer sérieusement aux examens. Tombés dans l'oubli en Chine, les deux recueils de Qu You et de Li Zhen connaissent à partir du xviie siècle une étonnante fortune au Japon, où ils influencent les écrivains portés au fantastique, tels Hayashi Razan ou Ueda Akinari,.

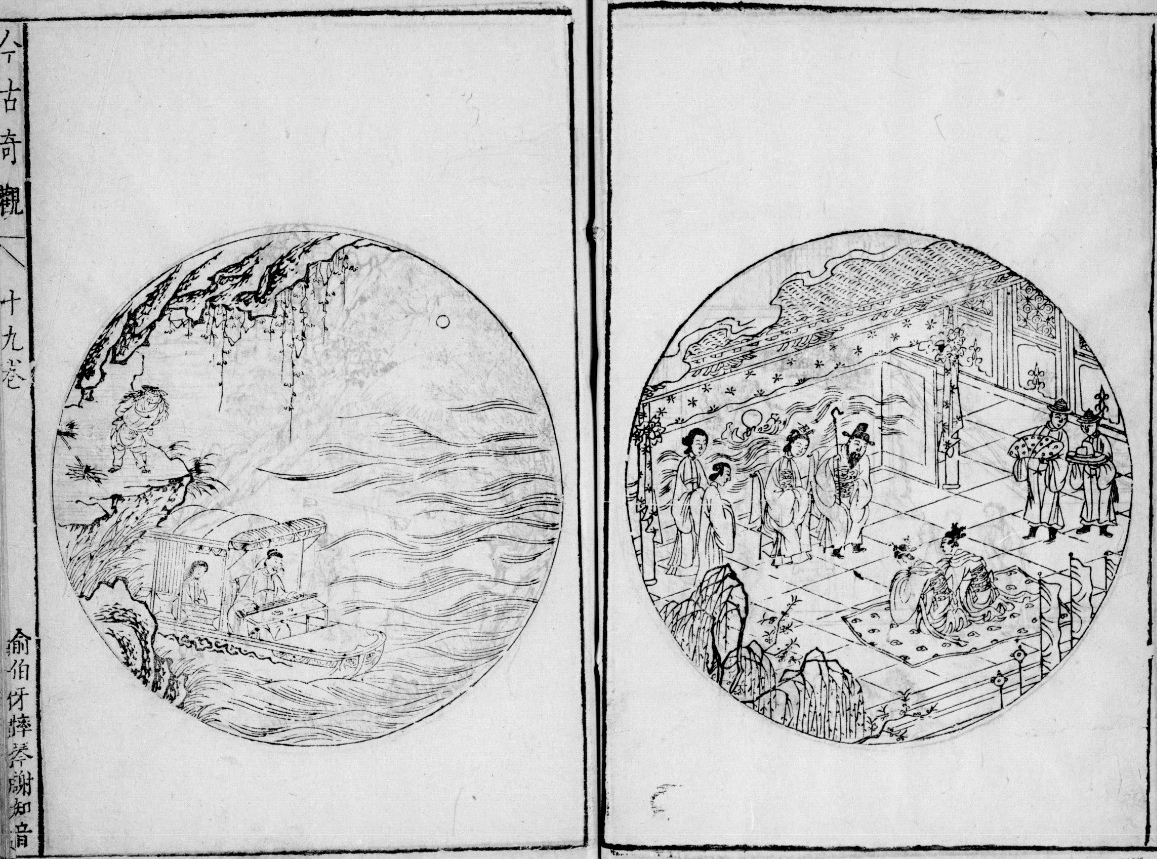
Illustration des Spectacles curieux d'aujourd'hui et d'autrefois, édition des environs de 1640-1644.

Les récits courts en langue vulgaire (huaben) connaissent de leur côté une importante floraison, en particulier à la fin de la dynastie, en raison de l'attention que leur portent les lettrés. Entre 1541 et 1551, un lettré, Hong Pian, avait déjà réuni six volumes de dix récits brefs chacun (il n'en subsiste que vingt-neuf), relevant de divers genres oraux, sous le titre Qingping shantang huaben ou Contes de la Montagne sereine. Mais ce sont surtout Feng Menglong (1574-1646) et Ling Mengchu (1580-1644) qui font la fortune du huaben.
Feng Menglong s'est intéressé à tous les genres populaires, de la chanson à l'histoire drôle. Son œuvre majeure est un ensemble des trois recueils, les Trois Paroles, parus entre 1620 et 1625, contenant quarante huaben chacun. Certains de ces huaben sont la reprise de récits des Song et des Yuan, d'autres sont des créations de l'auteur qui en imite le style (c'est le genre appelé ni huaben, ou « huaben d'imitation »). Le tout est un chef-d'œuvre de la littérature d'inspiration populaire. L'intention moralisante s'y mêle au divertissement et les récits relèvent de multiples genres, comme les histoires d'amour ou les histoires policières.
Le succès commercial de l'entreprise de Feng Menglong a inspiré Ling Mengchu, qui fait paraître deux volumes de quarante récits chacun en 1628 et 1633. L'ensemble s'intitule Pai'an jingqi, ou Frapper la table d'étonnement en s'écriant : « Extraordinaire ! ». Ling a une conception personnelle d'un « extraordinaire » ayant comme cadre le quotidien, à l'image de ce personnage poursuivi par la malchance et qui finit par faire fortune grâce à un cageot de mandarines. À l'inverse de Feng, Ling Mengchu prend ses sources dans la littérature en chinois classique, réécrivant les histoires en langue vulgaire,.
Vers 1640, une anthologie, Jingu qiguan ou Spectacles curieux d'aujourd'hui et d'autrefois, regroupant une quarantaine de récits extraits des volumes de Feng Menglong et Ling Mengchu, a connu un tel succès que le nom de ces deux auteurs est tombé dans l'oubli, jusqu'à leur redécouverte au xxe siècle.

### Roman

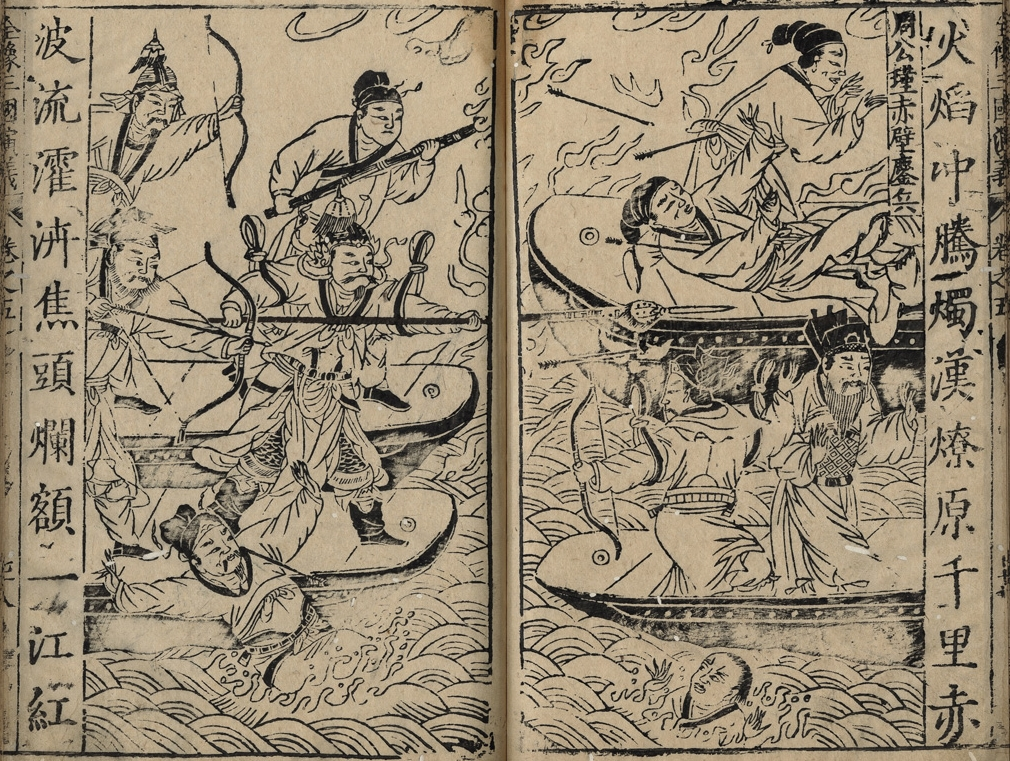
Nouvelle édition corrigée du roman des Trois Royaumes, datant de 1591. Illustration de l'épisode de la bataille de la Falaise rouge.

Le succès des récits des conteurs et les progrès de l'imprimerie sous les Song conduisent à la mise par écrit de ces récits. Ce sont les récits historiques, que les conteurs récitaient en un grand nombre de séances, qui sont vraisemblablement à l'origine du genre romanesque, qui devient le genre le plus populaire sous la dynastie Ming. Connus sous le nom de pinghua, ils étaient au début encore relativement brefs. Il en reste des exemples du xive siècle, dans lesquels une gravure occupe le tiers supérieur de chacune des pages. Mais dans sa forme canonique, le roman chinois est un roman-fleuve, avec près de un million de caractères et une centaine de chapitres. Les plus célèbres de ces romans sont connus au début du xviie siècle comme étant les « quatre grands livres extraordinaires », chacun représentatif d'un sous-genre : ce sont Les Trois Royaumes pour le roman historique, Au bord de l'eau pour le roman de cape et d'épée, La Pérégrination vers l'Ouest pour le roman fantastique, et le Jin Ping Mei pour le roman de mœurs,.
Le roman Les Trois Royaumes, est le plus ancien des quatre. Il est attribué à un mystérieux Luo Guanzhong, dans la seconde moitié du xive siècle. La plus ancienne édition connue, anonyme, date de 1522, une version commentée due à Li Zhi paraît durant l'ère Wanli (1573-1620) mais la version la plus populaire, en 120 chapitres, due à Mao Zonggang, date de 1679 (dynastie Qing). Le roman, écrit dans une langue classique mêlée d'expressions populaires, raconte la lutte, après la chute de la dynastie Han, entre les Trois Royaumes de Shu, Wei et Wu pour l'hégémonie. Il a pour principale source les Chroniques des Trois Royaumes de Chen Shou (233-297), un ouvrage d'histoire, ainsi que d'autres sources historiennes, mais incorpore aussi des éléments légendaires propagés par les conteurs et le théâtre. Les versions populaires présentaient des personnages assez simples, les « bons » contre les « méchants ». En faisant la synthèse des versions antérieures, historiennes et populaires, le Roman des Trois Royaumes, dans sa version de 1522, donne de la profondeur et de la complexité aux personnages, ce qui sera quelque peu gommé dans la version des Qing. Sans réel vainqueur, puisque le royaume de Wei donne naissance à une dynastie faible, les Jin, l'ensemble prend une tournure tragique.
Au bord de l'eau (Shuihu zhuan) a pour noyau un événement historique, une rébellion dirigée par un certain Song Jian, à la fin de la dynastie des Song du Nord, au début du xiie siècle. Song Jian et ses « trente-six capitaines », luttant contre les injustices, deviennent rapidement des héros de la littérature populaire orale. Leurs exploits, amplifiés, sont repris par les conteurs professionnels et dans certains huaben sous les Song du Sud et les Jin. Sous les Yuan, c'est le théâtre zaju qui met en scène les brigands légendaires, désormais au nombre de cent huit. La version originale du roman, datant de la fin des Yuan ou du début des Ming, est perdue, et l'on ignore qui en est véritablement l'auteur, Shi Nai'an ou Luo Guanzhong. Différentes versions du roman, plus ou moins longues, circulent jusqu'à la fin des Ming. En 1644, un anticonformiste, Jin Shengtan, donne une édition de l'œuvre tronquée, en soixante-et-onze chapitres, mais d'une qualité littéraire supérieure à toutes les versions antérieures. C'est cette version qui est lue jusqu'au xxe siècle.
Un fait historique est aussi à l'origine du roman La Pérégrination vers l'Ouest (Xiyou ji) : le voyage en Inde du moine bouddhiste Xuanzang, sous les Tang, parti à la recherche de soutras. Le roman raconte les aventures fantastiques qui se déroulent lors de ce pèlerinage : Xuanzang y est accompagné de quatre compagnons moitié humains, moitié animaux, dont Porcet et Singet, les deux principaux personnages, le singe étant le véritable héros de l'histoire. Dans cette quête bouddhique, les épisodes les plus extravagants se déroulent sur fond d'un humour inépuisable. L'ouvrage est attribué à Wu Cheng'en (vers 1500-1582), mais là encore l'œuvre a connu de multiples variantes plus ou moins longues, sa version la plus aboutie datant probablement des environs de 1570. De nombreux critiques ont en fait par la suite une interprétation taoïsante, sans que la richesse du contenu ne puisse se réduire ni au bouddhisme, ni au taoïsme. Hu Shi a comparé cette œuvre unique en son genre à Alice au pays des merveilles de Lewis Caroll,.

### Littérature érotique et pornographique

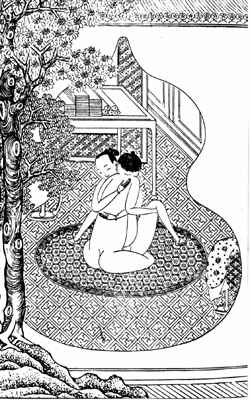
Illustration du Su E pian, roman érotique datant des alentours de 1610.

Entre 1550 et 1660 environ a existé une production littéraire délibérément érotique, voire pornographique, principalement en langue vulgaire, en parallèle à l'essor de la fiction en langue vulgaire durant cette même période. Le phénomène s'explique par une certaine atmosphère « fin de siècle », la dynastie Ming étant sur son déclin et les mœurs se relâchant. Avec l'avènement de la dynastie Qing, morale pudibonde du nouveau pouvoir et efficacité de la censure tarissent le genre, bien que les œuvres continuent à circuler sous le manteau. En dehors du célèbre Jin Ping Mei, dont l'érotisme n'est qu'une des caractéristiques, les quarante à cinquante ouvrages qui sont parvenus jusqu'à nous sont généralement brefs. Dans une perspective confucéenne (la notion de péché au sens du christianisme n'existant pas en Chine), la sexualité y est conçue comme un débordement, menant au châtiment. Les fantasmes tournent autour de la femme mariée, et de la veuve censée demeurer chaste, mariage et chasteté dans le veuvage étant des piliers de la morale confucéenne.
Le bref Ruyi jun zhuan (zh) (Histoire du seigneur Selon-Mon-Désir), racontant les amours supposées de l'impératrice Wu Zetian, est le prototype du genre. C'est dans les récits d'homosexualité (en fait de pédophilie), que l'amour s'y exprime généralement de la manière la plus véritable. Moines et nonnes, dont le célibat est traditionnellement suspect, jouent aussi leur rôle, comme dans le Dengcao heshang (zh) (Le Moine à la mèche de lampe) ou le Sengni niehai (L'Océan des péchés des moines et des nonnes).

## Essais
En réaction à l'absence de renouvellement des genres classiques, les xvie et xviie siècles sont l'âge d'or des « essais futiles » (xiaopin wen (zh)). Ce genre, dont Su Shi (1037-1101) avait été le précurseur, consiste en de brefs textes, sur les sujets les plus divers, lettres, billets, récits de voyage…, marqués par la simplicité et la spontanéité. Le groupe de Gong'an dans le Hubei, autour des trois frères Yuan (zh), a contribué à porter le genre à son plus haut niveau. Les frères Yuan plaçaient les genres populaires, roman, théâtre, chanson, au même niveau que les genres classiques. Le plus connus des trois, Yuan Hongdao (1568-1610) a laissé une œuvre en prose dans laquelle se mêlent concision, subjectivité et délicatesse,.
Le genre de la relation de voyage (youji) connaît un nouvel éclat grâce à Yuan Hongdao. L'écrivain voyageur le plus connu des Ming est cependant Xu Xiake (1586-1641), qui parcourt la Chine en tous sens pendant presque quarante ans, auteur d'un volumineux journal témoignant de sa passion pour la géographie,.

## Poésie

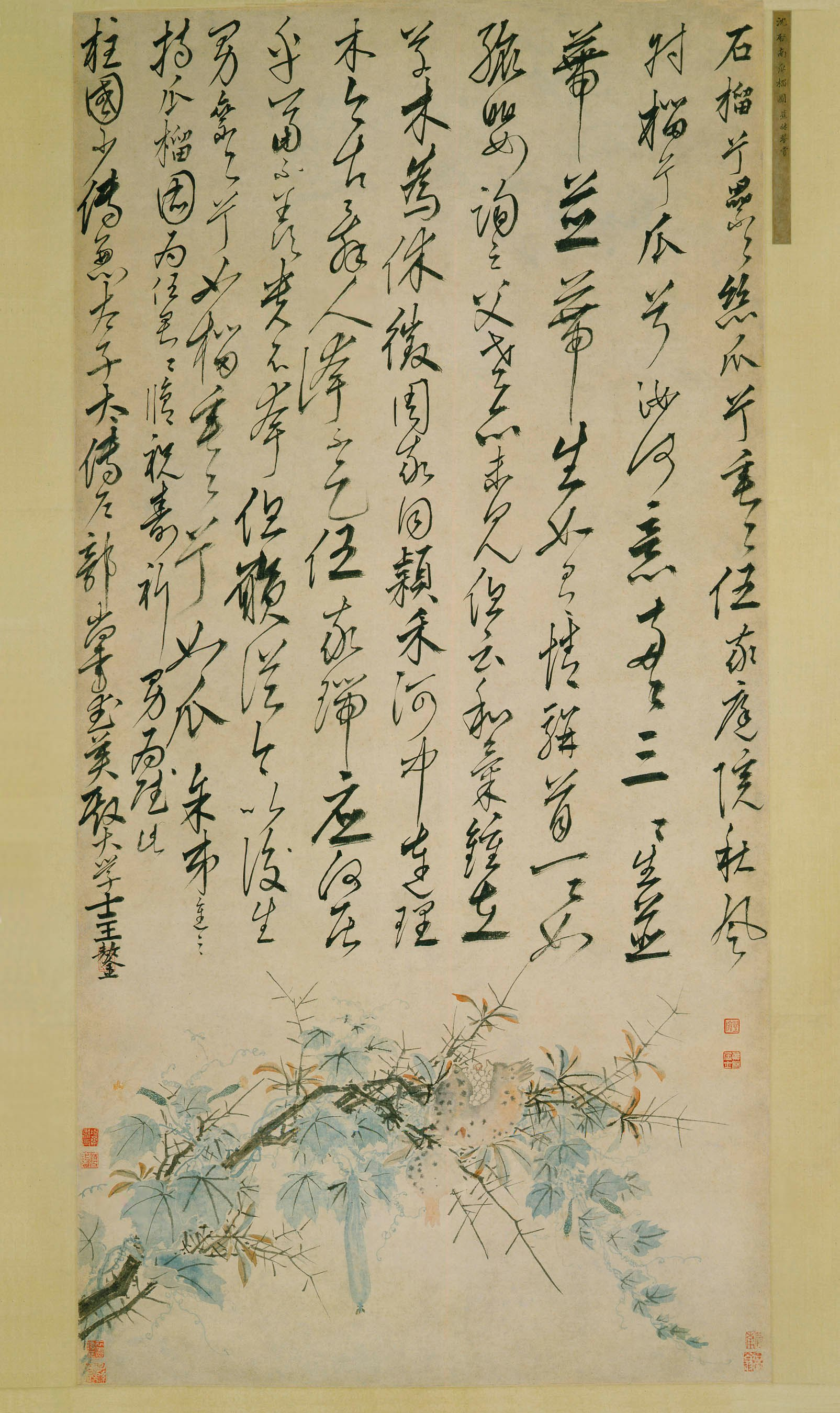
Ode à la grenade et au melon amer, Shen Zhou (peinture) et Wang Ao (poème). Vers 1506-1509. Detroit Institute of Arts.

Gao Qi, qui a vécu à Suzhou, est tenu pour le plus grand poète de la dynastie Ming. Attaché à sa liberté de poète, méfiant à l'égard de la politique, il exprime dans sa poésie un individualisme peu en accord les contraintes qui accompagnent le service du pouvoir. Il est exécuté en 1374.
Bien que ses modèles couvrent toute la tradition poétique antérieure, en la matière Gao Qi est perçu par ses contemporains comme ayant une préférence pour la poésie qui va de l'ère Jian'an (196-219) au début des Tang. En cela il est un précurseur de ce qui caractérise une bonne partie de la poésie Ming : son archaïsme. La disparition de toute une génération de poètes, exécutés ou poussés au suicide, sous le règne du premier empereur des Ming a pour conséquence une sorte de vide poétique à la fin du xive siècle. Cette situation perdure d'ailleurs durant une bonne partie du xve siècle, et affecte aussi les domaines de la pensée confucéenne, de la peinture ou encore de l'édition. Une importante anthologie de la poésie des Tang, le Tangshi Pinhui, est toutefois éditée par Gao Bing (en) (1350-1423). Il classe 5 769 poèmes de 620 poètes des Tang en quatre périodes : ceux des « commencements » (viie siècle), ceux du « plein apogée » (viiie siècle), ceux du « milieu » (mi-ixe siècle) et enfin les poèmes « tardifs » (fin du ixe siècle). Cette périodisation est toujours utilisée de nos jours,.
De facto les meilleures poètes sous les règnes des empereurs Yongle, Renzong et Xuanzong sont des officiels, membres de l'académie Hanlin ou des ministères (les Grands Secrétariats (en)) et pratiquent une poésie qui relève de ce que l'on appelle le « style de cabinet » (taige ti (zh)). Comme pour le théâtre de cour, il s'agit là encore de célébrer la personne de l'empereur et le confucianisme. À l'inverse des arias du théâtre toutefois, le style de ces poètes ne brille pas par son éclat. Les meilleurs représentants du genre sont les « trois Yang » (sans liens de famille) : Yang Shiqi (zh) (1365–1444), Yang Rong (zh) (1371–1440), et Yang Pu (zh) (1372–1446). Dans le même esprit, les fu sont remis à l'honneur, notamment pour célébrer Pékin, redevenue capitale en 1420, à l'image de certains fu de la dynastie Han. Les lettrés ont cependant assez vite conscience des limitations de ce style et élargissent leurs modes d'expression. Ainsi Wang Ao (1450-1524), membre de l'académie Hanlin, se retire à Suzhou et vante dans sa poésie les charmes de sa retraite, dans l'esprit des poèmes de Tao Yuanming (ive siècle). Le principal artisan du rafraichissement du style de cabinet (en poésie, mais aussi dans les essais) au travers de l'admiration envers les écrivains des dynasties antérieures est Li Dongyang (1447-1516), officiel de haut rang et arbitre des élégances littéraires de son temps.
Aux alentours de 1500 sont aussi actifs les « Sept maîtres antérieurs », dont le chef de file est Li Mengyang, représentant le mouvement du Retour aux modèles antiques. Leur principal objectif est de renouveler la poésie en mettant au centre la notion d'émotion (qing), en prenant modèle sur la poésie ancienne, principalement celle de l'apogée des Tang. Ils sont proches du philosophe Wang Yangming, penseur de la connaissance morale innée, et par ailleurs poète estimé en son temps. Cette recherche de l'émotion les amène priser celle qui s'exprime spontanément dans les chansons populaires. Les Sept maîtres antérieurs pouvaient aussi avoir des vues divergentes sur la poésie. Ainsi Li Mengyang et He Jingming s'opposaient sur la notion de fa (« loi, règles »). Pour He, le fa est comme un radeau qu'on laisse derrière soit une fois la rivière traversée : les règles établies par les anciens doivent être apprises, mais elles ne doivent pas empêcher le poète de forger ensuite les siennes propres. Pour Li, les règles sont comme l'équerre et le compas : l'individualité du poète ne doit pas sortir du cadre établi par les meilleurs maîtres du passé. À partir des années 1550 le mouvement est représenté par les « Sept maîtres postérieurs », qui comptent Li Panlong (1514-1570), Wang Shizhen, Xie Zhen (en) (1495–1575) et Zong Chen (en) (1525–1560) dans leurs rangs.
L'école poétique de Suzhou a une influence plus limitée, et ses principaux représentants, Shen Zhou, Zhu Yunming, Wen Zhengming et Tang yin, sont surtout connus comme peintre ou calligraphe. Elle est cependant l'un des aspects de la renaissance de Suzhou en tant que centre culturel majeur. Elle partage avec les Sept Maîtres antérieurs une même volonté de rendre à la poésie son caractère lyrique, et se présente comme l'héritière de la poésie de Gao Qi. Wen Zhengming est connu pour ses poèmes sur le jardin du Modeste administrateur, où il possédait un studio, et sur lequel il a composé deux albums, alliant peinture, poésie et calligraphie. Tang Yin est réputé pour ses peintures de figures féminines et pour les poèmes sur les femmes qu'il écrivait sur ces peintures. Il est en cela représentatif d'une certaine féminité de la culture de Suzhou. Nombre de poétesses se sont d'ailleurs fait connaître dans cette ville avant Tang Yin, la plus connue étant Meng Shuqing (孟淑卿, fl. 1476).

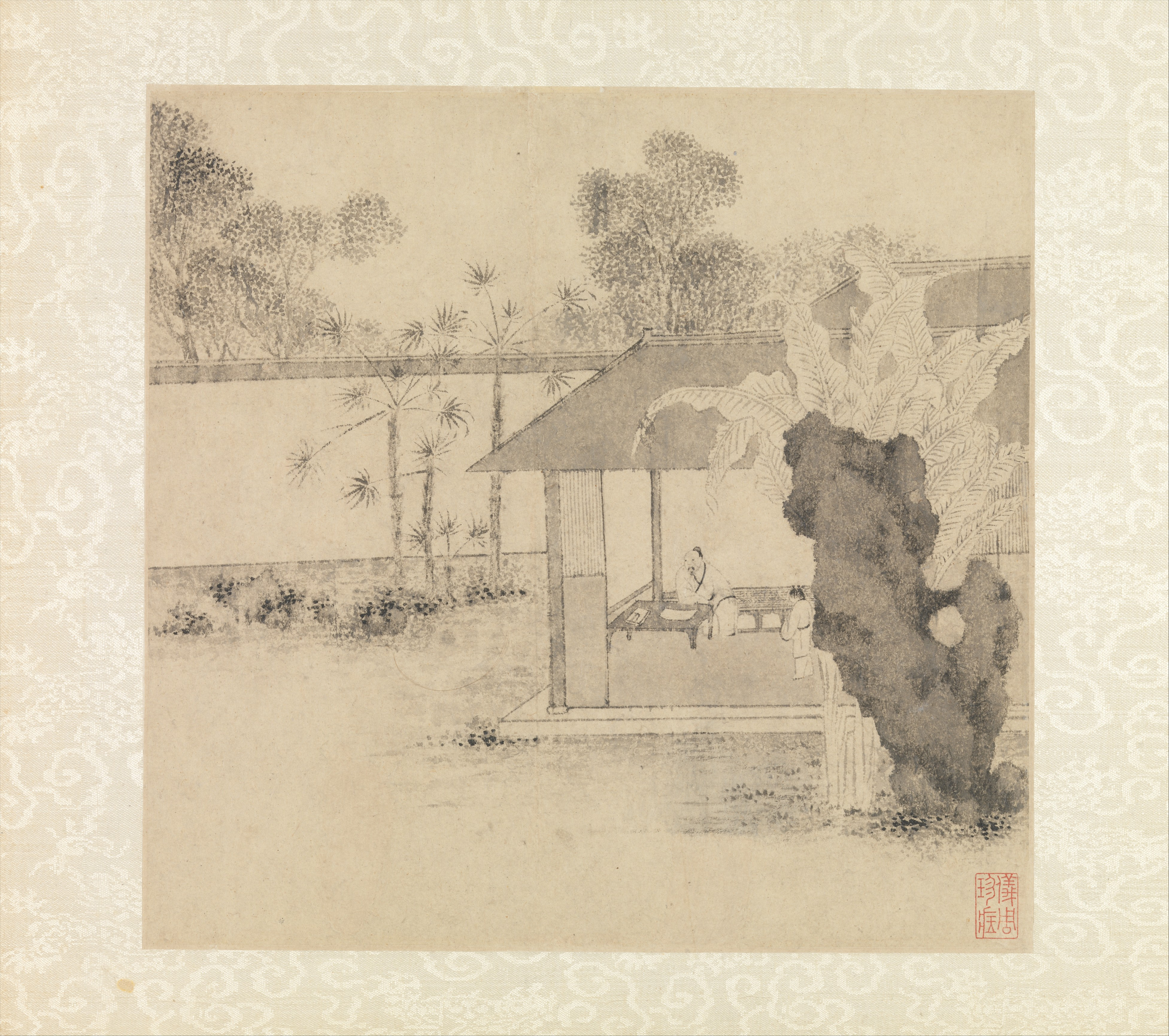
Wen Zhengmin, feuille de l'album du jardin du Modeste administrateur (1551), Le Pavillon d'où l'on apprécie la pluie (Huaiyu ting).
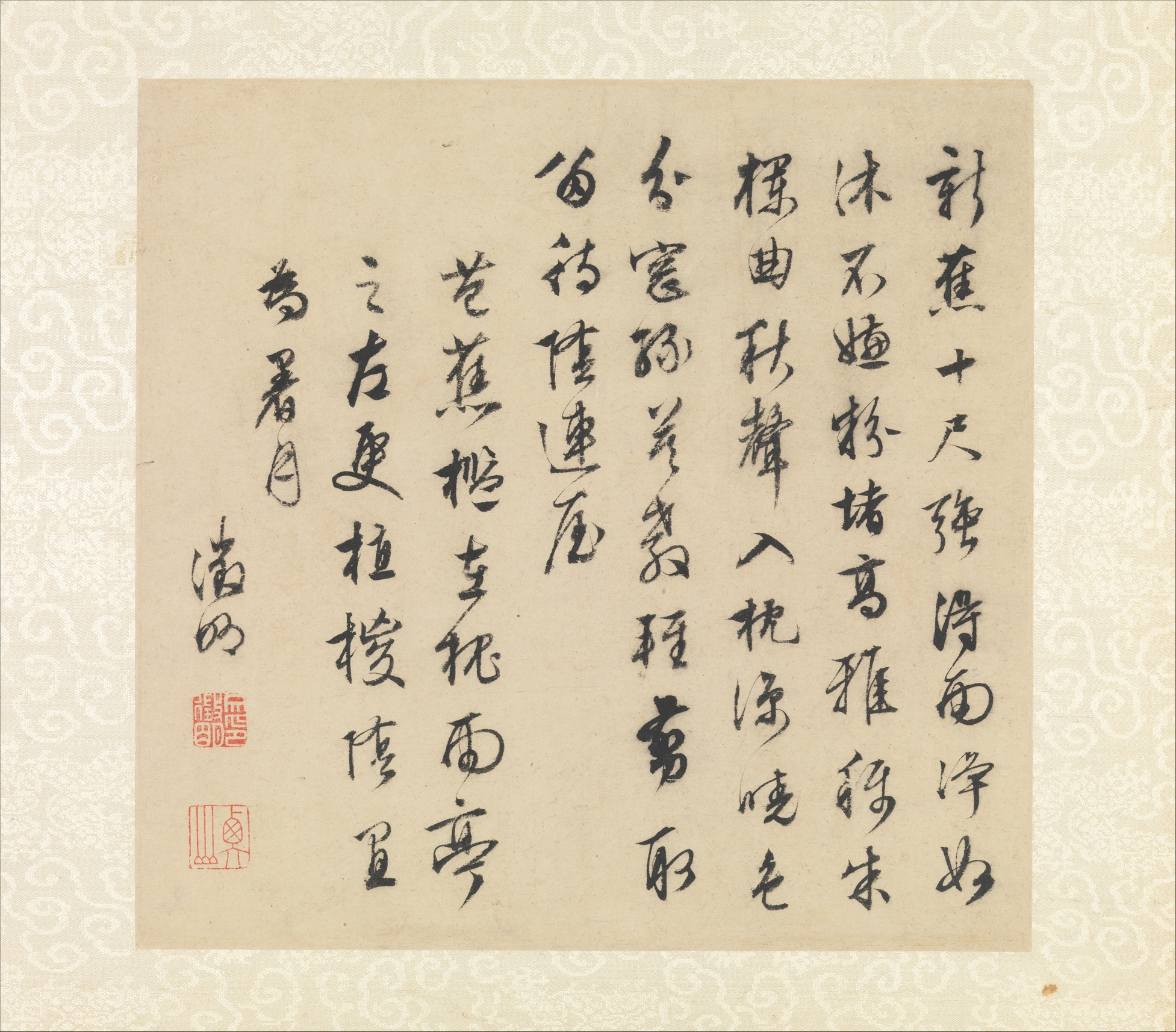
Wen Zhengmin, feuille de l'album du jardin du Modeste administrateur (1551), poème correspondant à la vue précédente[Note 4].